# Rose (Doktor Who)
Rose – pierwszy odcinek pierwszej serii brytyjskiego serialu science-fiction Doktor Who. Premiera odcinka odbyła się 26 marca 2005 roku na kanale BBC One w Wielkiej Brytanii. Scenariusz odcinka został napisany przez Russella T Daviesa, a reżyserem był Keith Boak. Był to pierwszy odcinek serialu, od czasu filmu telewizyjnego, wyemitowanego w 1996 roku. Polska premiera odbyła się 1 października 2006.
Odcinek ten jest pierwszym, w którym pojawia się Christopher Eccleston jako dziewiąty odtwórca roli Doktora. Po raz pierwszy pojawia się również Billie Piper, która zagrała Rose Tyler, towarzyszkę Doktora oraz tytułową postać w tym odcinku. W rolach drugoplanowych pojawiają się m.in. Camille Coduri jako Jackie Tyler oraz Noel Clarke jako Mickey Smith, którzy później pojawią się wielokrotnie w serialu. Kręcenie odcinka zaczęło się w lipcu 2004 w siedzibie BBC Wales w Cardiff. Większość scen zostało sfilmowane w Cardiff, choć niektóre były kręcone w Londynie. Rose obejrzało 10,81 milionów widzów w dniu premiery w Wielkiej Brytanii i był to najlepszy wynik oglądalności od 1979 roku, kiedy to drugi odcinek historii The Creature from the Pit obejrzało 10,8 milionów widzów. Odcinek został zasadniczo dobrze przyjęty przez krytyków, choć zdarzały się głosy krytykujące humor w tym odcinku.

## Fabuła
Rose Tyler, 19-letnia ekspedientka w londyńskim sklepie odzieżowym jedzie windą do podziemi, by oddać swojemu kierownikowi pieniądze z loterii. Szybko jednak zauważa, że coś jest nie tak, a po chwili zostaje zaatakowana przez samo-poruszające się manekiny sklepowe. Z opresji ratuje ją tajemniczy mężczyzna, który każe siebie nazywać Doktorem. Rose wedle słów Doktora ucieka ze sklepu, a po kilku sekundach staje się świadkiem eksplozji sklepu.
Rose poszła do swojego domu, gdzie jej matka, Jackie Tyler oraz jej chłopak, Mickey Smith zamartwiali się o nią. Następnego dnia ponownie spotyka Doktora, u którego wymusza wyjaśnienia. Kiedy Rose przyrządza mu kawę, Doktor zostaje zaatakowany przez rękę manekina, którą Rose przyniosła zeszłej nocy. Po chwili zarówno Rose, jak i Doktor są zaatakowani przez rękę, którą unieszkodliwia soniczny śrubokręt Doktora. Po tym wydarzeniu Doktor odchodzi, a Rose idzie za nim, by on w końcu wyjaśnił jej, kim on jest. Niestety bez skutecznie i po chwili rozchodzą się. Rose jednak nie zauważa, gdzie on poszedł, a zauważyła jedynie, że niebieska budka policyjna, w której stronę Doktor szedł, zniknęła.
Rozmyślająca o Doktorze Rose idzie do Mickeya, by skorzystać z internetu. W wyszukiwarce internetowej, wpisując „Doctor Blue Box” znajduje stronę Clive’a, który bada sprawę tajemniczego Doktora. Następnego dnia wraz z Mickeyem jedzie do jego domu. Clive pokazuje jej zdjęcia i rysunki tego samego Doktora podczas Zamachu na Johna F. Kennedy’ego w 1963, kilka dni przed katastrofą Titanica w 1914 oraz w noc wybuchu wulkanu Krakatau w 1883 roku. W czasie rozmowy Rose z Clive’em, będący w samochodzie Mickey zauważa, że śmietnik zaczyna sam chodzić. Sprawdzając środek śmietnika Mickey na początku się do niego przylepia, po czym zostaje wrzucony do środka. Na jego miejsce zostaje wyznaczona jego kopia, przez co gdy Rose wraca do samochodu nie zauważa, że tak naprawdę Mickeya nie ma.
Rose i kopia Mickeya jadą do restauracji, gdzie po krótkiej rozmowie Mickey wymusza na Rose opowiedzenie o Doktorze. Wówczas pojawia się Doktor, a kopia Mickeya zaczyna demolować restaurację. Doktor i Rose uciekają do TARDIS i właśnie wówczas Rose po raz pierwszy widzi TARDIS wewnątrz. Razem lecą w okolice London Eye, gdzie odkrywają, że pod budowlą znajduje się Nestene, która za pomocą budowli zamierza ożywić plastik na całym świecie. Gdy wchodzą pod London Eye Rose znajduje żywego Mickeya, natomiast Doktor – Wspólną Świadomość Nestenów. Doktor zostaje szybko obezwładniony przez Autonów za posiadanie anty-plastiku, który mógłby ich zniszczyć, natomiast Wspólna Świadomość Nestenów ożywia cały plastik na świecie, a w polu zagrożenia są wszyscy ludzie, w tym m.in. matka Rose, Jackie. Rose obserwując całą sytuację postanawia za przelatując liną nad Świadomością kopnąć Autonów tak, by wpadli w Świadomość wraz z odebranym od Doktora anty-plastikiem. W ten sposób Doktor się uwalnia, a anty-plastik powoduje ponowne unieruchomienie plastiku na świecie. Doktor, Rose i Mickey uciekają z wybuchających podziemi.
Gdy TARDIS ląduje w bezpiecznym miejscu Doktor proponuje Rose wspólną podróż. Początkowo Rose uwzględniając codzienne życie odmawia, jednak gdy Doktor odlatuje i przylatuje ponownie Rose żegna się z Mickeyem i odlatuje wraz z Doktorem.

### Nawiązania do innych historii
- Zarówno Autoni, jak i Nestene pojawiają się wcześniej w historiach Spearhead from Space (1970), jak i Terror of the Autons (1971)[9].
- W tym odcinku jest wspomniana tzw. Proklamacja Cienia. Jest ona wspomniana kilka razy w nowej wersji serialu i pojawia się w końcu w odcinku Skradziona Ziemia (2008)[9].
- Odcinek ten wprowadza wątek Wojny Czasu, który będzie bardzo silnie rozwijany w kolejnych latach serialu[9].

## Emisja
Odcinek Rose miał swoją premierę 26 marca 2005 roku na kanale BBC One i był to pierwszy odcinek serialu Doktor Who od czasu filmu telewizyjnego z 1996 roku. Nieoficjalne nocne badania oglądalności wskazywały, że odcinek obejrzało średnio 9,9 milionów widzów, natomiast w szczytowym momencie 10,5 milionów widzów. Ostateczny wynik był jednak wyższy i wskazywał, że odcinek obejrzało średnio 10,81 milionów widzów i był to trzeci najczęściej oglądany program na BBC One tego tygodnia oraz siódmy w całej brytyjskiej telewizji tego tygodnia.
W Kanadzie odcinek ten miał swoją premierę 5 kwietnia 2005 na kanale CBC i był obejrzany przez 986 tysięcy widzów. W Australii Rose miał swoją premierę 21 maja 2005 na kanale ABC i obejrzało go 1,11 milionów widzów. W Stanach Zjednoczonych po raz pierwszy ten odcinek wyemitowano 17 marca 2006 na kanale Sci-Fi Channel i zdobył on oglądalność 1,58 milionów widzów. W Polsce odcinek ten miał premierę 1 października 2006 na kanale TVP1